# Rkhunter
rkhunter (pour Rootkit Hunter) est un programme Unix qui permet de détecter les rootkits, portes dérobées et exploits. Pour cela, il compare les hash SHA-256, SHA-512, SHA1 et MD5 des fichiers importants avec les hash connus, qui sont accessibles à partir d'une base de données en ligne. Ainsi, il peut détecter les répertoires généralement utilisés par les rootkit, les permissions anormales, les fichiers cachés, les chaînes suspectes dans le kernel et peut effectuer des tests spécifiques à GNU/Linux et FreeBSD.
Rootkit Hunter utilise Unhide.